# TOI-2141
TOI-2141 — одиночная звезда в созвездии Геркулеса на расстоянии приблизительно 250 световых лет (около 77 парсек) от Солнца. Визуальная звёздная величина звезды — +9,46m. Возраст звезды определён как около 6,4 млрд лет.
Вокруг звезды обращается, как минимум, одна планета.

## Характеристики
TOI-2141 — жёлтый карлик спектрального класса G4V, или G5. Масса — около 0,94 солнечной, радиус — около 0,98 солнечного, светимость — около 0,891 солнечной. Эффективная температура — около 5770 K.

## Планетная система
В 2023 году группой астрономов, работающих в рамках программы TESS, было объявлено об открытии планеты TOI-2141 b.